# Chianina
Chianina, též chianský skot, je největší plemeno skotu na světě. Jedná se o ušlechtilý skot s masnou užitkovostí, chovaný především v Toskánsku, Laziu a Umbrii v Itálii.

## Historie
Chianina je nejstarší italské plemeno skotu. Je podobný původnímu skotu, který byl v Itálii chován Etrusky a považuje se za jeho potomka. Původně se jednalo o plemeno tažné, šlechtěné na práci, které pocházelo z Umbrie, současný typ plemeno získalo až v údolí Val di Chiana v Toskánsku, podle tohoto místa pak získalo své jméno. Organizované šlechtění započalo v roce 1932, v současnosti se jedná o plemeno specializované na produkci masa.

## Charakteristika
Chianina je mohutný, dobře osvalený skot s dlouhým trupem a úzkou, středně dlouhou hlavou. Končetiny jsou silné a spíše kratší. Zvířata jsou rohatá. Kůže je tmavě pigmentovaná, tmavá jsou i oční víčka, mulec, paznehty a rohy. Srst je krátká a hladká, porcelánově bílé barvy, zřídka s šedavým odstínem. Telata se rodí červenožlutá a přebarvují se ve dvou měsících věku. V rámci plemene existují čtyři rázy lišící se velikostí a hmotností; obecně se však jedná o skot velkého tělesného rámce. Světový rekord v živé hmotnosti skotu získal právě zástupce tohoto plemene, jedná se o býka jménem Donetto s živou hmotností 1740 kg.
Zvířata dobře snáší vyšší teploty a jsou odolné vůči nemocem. Je chován výhradně jako masný skot ve stádech bez tržní produkce mléka. Jatečná výtěžnost je vysoká, chianina nemá sklon k tučnění a maso má vynikající kvalitu.

## Fotogalerie

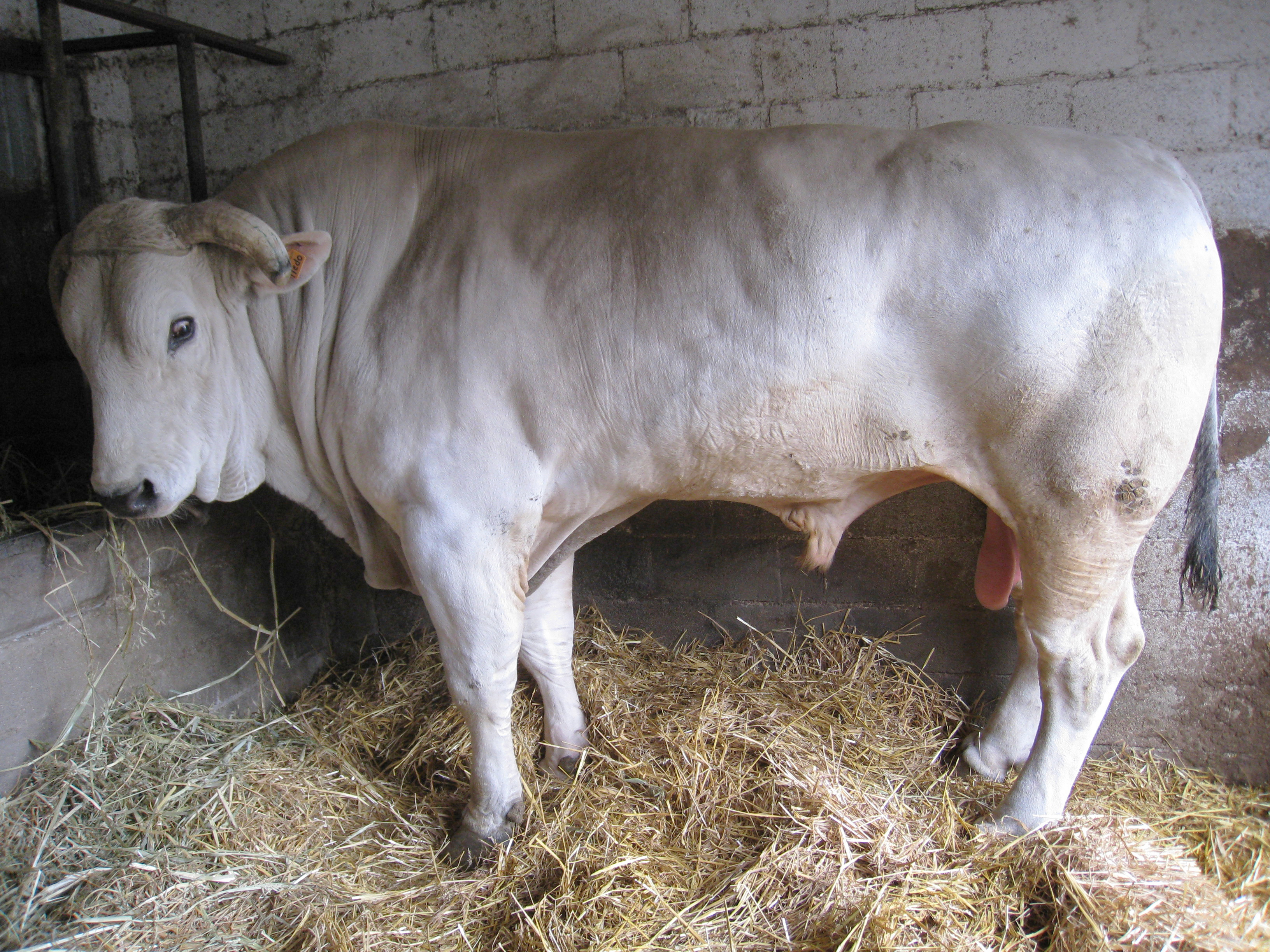
Býk plemene chianina
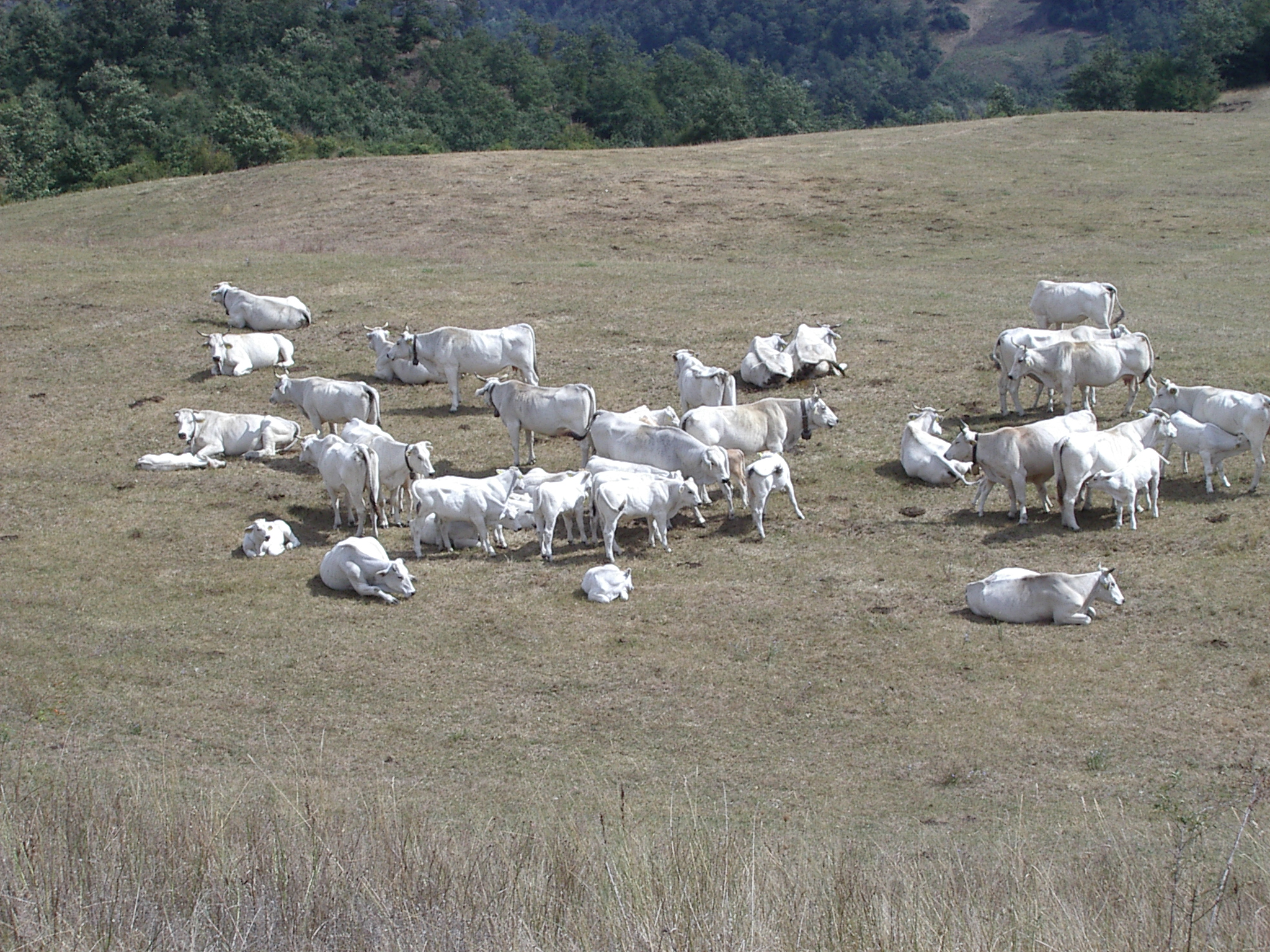
Pasoucí se stádo v údolí Valmarecchia